# Dircenna euteles
Dircenna euteles är en fjärilsart som beskrevs av Erschow 1874. Dircenna euteles ingår i släktet Dircenna och familjen praktfjärilar. Inga underarter finns listade i Catalogue of Life.